# West Bromwich
West Bromwich (cuyo nombre podría traducirse al español como Bromwich Occidental) es una ciudad en el municipio metropolitano de Sandwell, en Midlands del Oeste, históricamente Staffordshire, Inglaterra. Se encuentra a 8 km (5 millas) al noroeste de Birmingham, junto a la carretera A41, que une Londres con Holyhead. West Bromwich forma parte del Black Country. West Bromwich es la mayor ciudad dentro del Municipio de Sandwell con una población de 136.940 en el año 2001.
El lema en el escudo de armas de la ciudad proclama en latín "Labor omnia vincit", que quiere decir "El Trabajo Conquista Todo".

## Características de la ciudad
La ciudad es célebre por su equipo de fútbol: West Bromwich Albion. Este ganó el campeonato de liga en 1920 y ha conseguido cinco copas FA, la más reciente en 1968. El equipo tuvo como centro operativo la zona de dentro y alrededor del centro de West Bromwich durante sus años de formación, pero se trasladó más afuera de la ciudad en 1900, cuando se trasladaron a su campo actual: The Hawthorns. Juega en la Championship, la segunda división del fútbol inglés.
La ingeniería y los productos químicos son importantes para la economía de la ciudad, de hecho jugó una parte crucial en la Revolución industrial durante el siglo XIX y todavía conserva trabajos de manufacturación hasta la fecha, a pesar de un declive a nivel internacional en este sector desde la década de 1970. 
El Hospital General de Sandwell se localiza cercca del centro urbano. El hospital forma parte de la Fundación del Servicio Nacional de Salud de los Hospitales de Sandwell Birmingham del Oeste, y una de las mayores fundaciones del Servicio Nacional de Salud de enseñanza en el Reino Unido.
William Legge, 2º Conde de Dartmouth tenía su sitio en el Salón Sandwell. Legge era raro como aristócrata del periodo, siendo un metodista y asistiendo a las conferencias de metodistas de Wednesbury, donde los seguidores metodistas (muchos de ellos mineros de carbón y pastores), le conocían como "Hermano Conde".

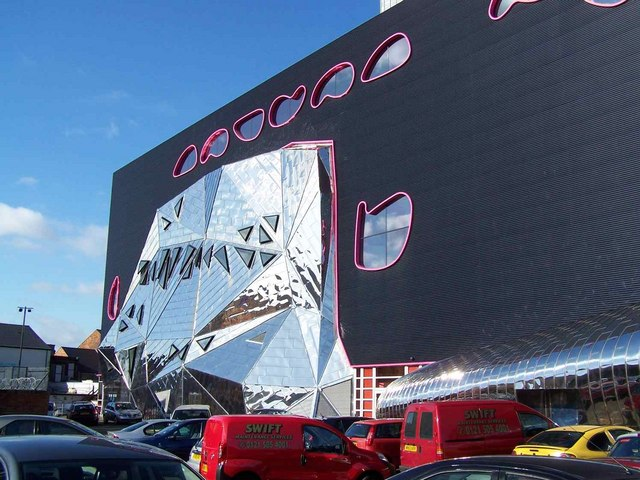
El Público, de Will Alsop.

El Ayuntamiento de West Bromwich y el Gran Órgano en su interior, construido por los Comisarios de Mejoras de la Ciudad de West Bromwich, son característicos junto con las Huellas del Patrimonio de West Bromwich Andando (Walk West Bromwich Heritage Trail). Los comisarios de mejoras de la ciudad también construyeron un mercado, una biblioteca pública y baños públicos.
En 2004, un moderno centro de la comunidad de arte conocido como "El Público (The Public)" se construyó en el centro urbano. Fue diseñado por el arquitecto Will Alsop. El local de 52 millones de libras consiste en un enorme edificio cuboideo recubierto por un gris oscuro y metal plata con venatanas de forma irregular bordeadas con magenta. Su apariencia ha llevado a comparaciones con una pecera. Se ha criticado el desarrollo por dificultades económicas, entrando en administración antes de la esperada fecha de inauguración de julio de 2006.

## Historia
West Bromwich fue denominada por primera vez en el Libro Domesday de 1086, el nombre significa "el pequeño pueblo en el brezal de escoba" (siendo "escoba" un tipo particular de arbusto). Se cree que orginialmente había formado parte de la parroquia de Handsworth. Existió un priorato benedictino en West Bromwich desde el siglo XII, alrededor del cual crecieron los asentamientos de Broomwich Heath. En 1727, la ciudad se convirtió en un punto de parada  para los carruajes en la carretera entre Londres y Shrewsbury y comenzó así su crecimiento. En el siglo XIX, se descubrieron depósitos de carbón, asegurando un rápido crecimiento de la ciudad como centro industrial, con industrias como las de fabricación de muelles, pistolas y clavos. La mayor parte de las reservas de carbón se encontraron debajo del terreno sobre una milla al oeste de Broomwich Heath, por lo que la "nueva" ciudad adoptó el nombre de West Bromwich. Bastante antes del fin de siglo XIX, West Bromwich se había establecido por sí misma como área prominente para alcanzar a sus ciudades vecinas incluyendo Dudley y Walsall.
En 1888, West Bromwich se convirtió en un municipio condal, incorporando el pueblo de Gran Barr. Se expandió en 1966, adquiriendo la mayoría del municipio de Tipton y del distrito urbano de Wednesbury, antes de unirse con el colindante municipio condal de Warley en 1974 para formar el Municipio Metropolitano de Sandwell.
El Salón Charlemont, construido durante la década de 1750, se erigía en el lado oeste del actual Charlemont Crescent, en el distrito de Charlemont y Grove Vale de la ciudad. El Salón Charlemont fue descrito cerca de 1800 como "una casa-desván aparentemente limpia de ladrillo, recubierto con piedra, con empalizadas de hierro por delante, etc". Se añadió un ala este en 1855. Los últimos ocupantes fueron Thomas Jones, secretario del ayuntamiento de Wednesbury 1897-1921, y su viuda. La casa fue demolida en 1948 y ahora se asientan allí numerosos chalets pequeños. Gran parte del área que lo rodea se desarrolló durante la década de 1960 como las urbanizaciones Granja Charlemont, una amalgama de casas privadas y del ayuntamiento.

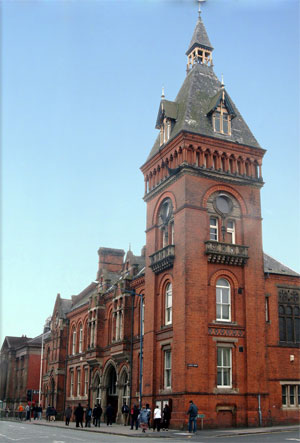
Ayuntamiento de West Bromwich.

West Bromwich sufrió enormemente con la epidemia de cólera de 1831 que se expandió en dirección norte en la ciudad. Se creó una junta temporal de salud y se abrió un hospital en la antigua capilla evangelista en Spon Lane. La pendiente natural del terreno proveyó drenaje dentro del suelo, no obstante, la construcción urbanística lo hizo cada vez más difícil y se consideró inadecuado el drenaje en las calles. Se establecieron los Comisarios de Mejoras de la Ciudad de West Bromwich en 1854 y abordaron el problema del drenaje urbano. Eligieron miembros para los nuevos cargos y en la década de 1880 se adquirió tierra en Parque Friar para una central del sistema de alcantarillado.
Bajo el Acta de Reforma de 1832, West Bromwich pasó a formar parte de la nueva división meridional de Staffordshire, y por el Acta de Reforma de 1867 fue transferida al municipio parlamentario de Wednesbury. Por el Acta de Redistribución de Escaños de 1885 el municipio de West Bromwich se convirtió en municipio parlamentario, volviendo a un miembro. En 1885, fue controlada por el Partido Liberal pero desde 1886 hasta 1906 lo fue por el Partido Conservador antes de volver a pasar a manos del Partido Liberal hasta 1910, cuando los conservadores volvieron a ganar en el área, hasta 1918, bajo la representación de Viscount Lewisham. En 1918, se convirtió en un bastión laborista, quienes han seguido en el poder excepto el periodo entre 1931 y 1935 en el cual fue goberanda por los Unionistas Nacionales.

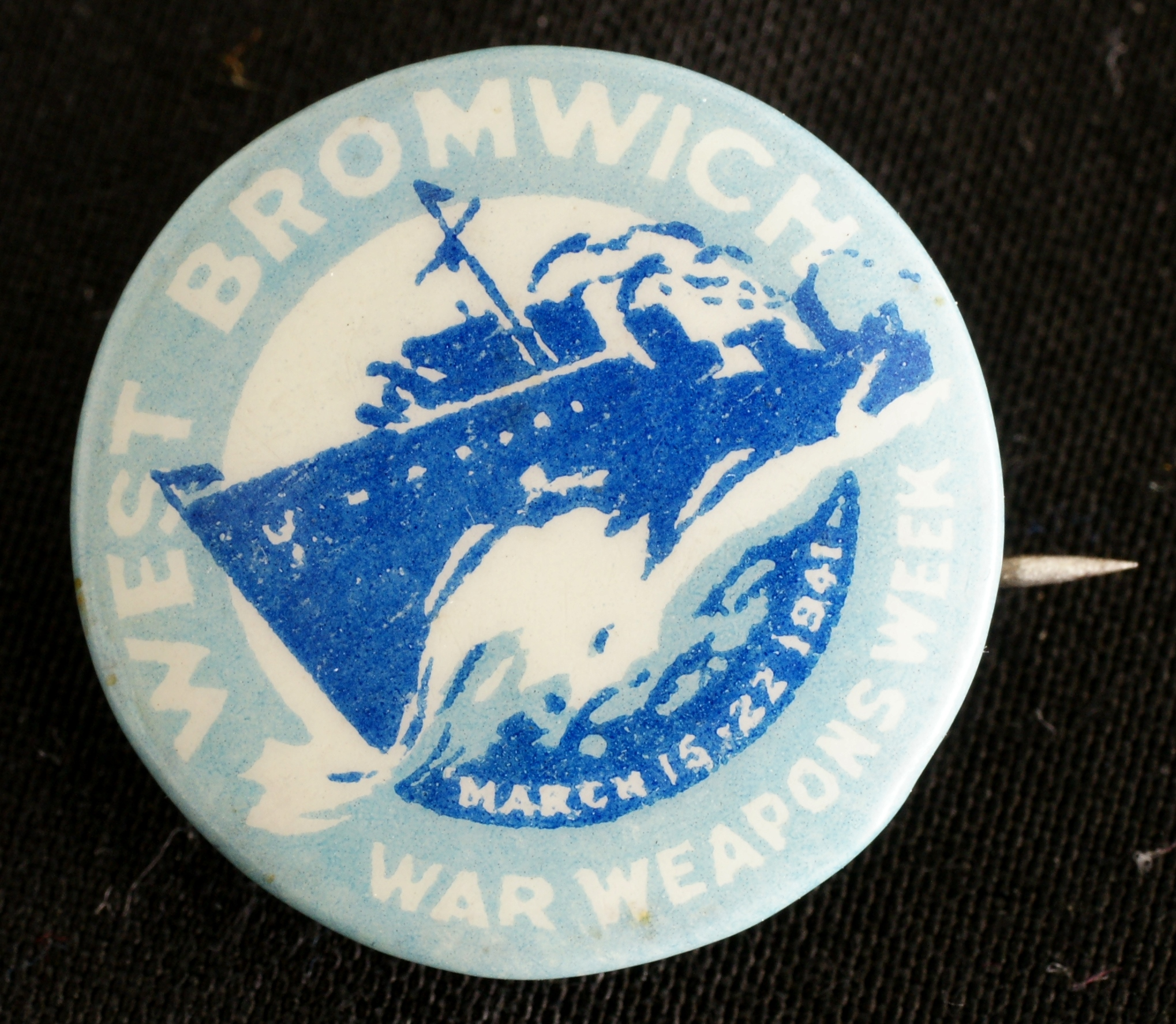
World War II fund-raising badge, sold during "War Weapons Week", 15-22 de marzo de 1941

Con el estallido de la Segunda Guerra Mundial en 1939, muchas de las casas más antiguas que habían sido construidas para albergar a los trabajadores durante la Revolución industrial se hicieron inadecuadas para ser habitadas. El saneamiento era inadecuado, el desmoronamiento era abundante y los hogares se estaban volviendo peligrosos para la salud y la seguridad de sus moradores. Tras el fin de la guerra, el gobierno local empezó a construir nuevas casas para realojar a la gente del cierre gradual de las áreas internas de la ciudad. Los nuevos hogares eran una amplia mejora de sus predecesores, con muchos rasgos modernos como cuartos de baño, aseos interiores, agua corriente, electricidad y jardines. Un número significante de hogares privados también se construyeron para los residentes más pudientes de la ciudad. Esto continuó tras la Segunda Guerra Mundial y hasta 1970, la mayoría de West Bromwich era irreconocible en comparación con lo que había sido 50 años antes, a pesar de que una gran cantidad de casas antiguas permanecieron y algunas continúan en pie hoy en día. 
La red de carreteras local también se mejoró enormemente durante las décadas de 1960 y 1970. West Bromwich se sitúa en el extremo del fin septentrional de la autopista M5 y tiene acceso directo a ella desde principios de los años de 1960. Esto dio inmediatamente a la ciudad un rápido acceso terrestre hacia lugares lejanos como Worcester, Gloucester, Bristol y Exeter. El tráfico que pasaba por medio de West Bromwich por la vía principal desde Wolverhampton hacia Birmingham fue desviado a lo largo del Cinturón de Carretera Norte (también conocido como La Vía Exprés, The Expressway) después de 1972, siendo construida para ello otra autovía para enlazar la Vía Exprés con la vecina Oldbury. 
Como con otras muchas partes de Midlands, West Bromwich fue gravemente sacudida por la recesión durante los últimos años de la década de 1970 y 1980. Muchas fábricas locales cerraron puesto que ya no existía una demanda adecuada con el suministro que estaban generando. Algunas fábricas han cerrado en años más recientes a medida que las manufacturas migran a otros países donde la mano de obra es más barata, pero aún sigue habiendo un número considerable de fábricas en el área de West Bromwich en el día de hoy.
Los enlaces de la carretera de West Bromwich fueron potenciados considerablemente en 1995 al terminarse la Black Country Spine Road que dota de un enlace continuo de autovía a Bilston. La conclusión de esta nueva carretera abrió varios kilómetros cuadrados de tierra previamente inaccesible, y ha permitido a varias empresas importantes asentarse a lo largo de la vía. Esto ha ayudado a aliviar los problemas de desempleo en West Bromwich, aunque algunas partes de la ciudad continúan ostentando algunas de las tasas más altas de paro en Midlands del Oeste.

## Política
La ciudad se divide en dos circunscripciones electorales: Este de West Bromwich y Oeste de West Bromwich.

### Este de West Bromwich
El este de West Bromwich está representado por Tom Watson del Partido Laborista (Reino Unido). Ha mantenido su posición desde las elecciones generales de 2001. Su predecesor fue Peter Snape, también laborista, quien había representado al distrito electoral desde las elecciones generales de 1992.

### Oeste de West Bromwich
El oeste de West Bromwich está representado por Adrian Bailey del Partido Laborista (Reino Unido), que ganó con un 54,3% de los votos en las elecciones generales de 2005. Has sido miembro parlamentario de la zona desde las elecciones de 2000. Su predecesor fue Betty Boothroyd, quien gobernó ocho años como primera mujer Portavoz de la Cámara de los Comunes.

## Religión
West Bromwich es un área diversa culturalmente hablando con muchos lugares de culto de varias religiones. 
El cristianismo sigue siendo la creencia predominante en el área, siendo la Iglesia de Inglaterra la que posee la mayor cantidad de lugares de culto por la zona más amplia del Deanato de West Bromwich abarcando West Bromwich, Hill Top, Stone Cross, Carter's Green, Friar's Green y otros lugares, que contiene nueve iglesias anglicanas y la recientemente formada Iglesia de la Red de West Bromwich. Están presentes asimismo otros cultos cristianos, como la Iglesia católica, la Iglesia Metodista, la Iglesia Bautista, Pentecostalismo, Asambleas de Dios y otras iglesias independientes. La deanería de West Bromwich se encuentra bajo la Diócesis de Lichfield de la Iglesia de Inglaterra.
Los hindúes poseen un lugar oficial de culto en West Bromwich desde la apertura del Templo Shree Krishna en 1974, en una iglesia convertida antes llamada Ebenezer Capilla congregacional que había cerrado en 1971.
En 1875, el cese de un conjunto de encuentros evangelistas en Birmingham causó que John Blackham de la Iglesia Congregacional de Ebenezer empezara el Movimiento del Agradable Domingo por la Tarde (Pleasant Sunday Afternoon Movement).
La inmigración masiva de la Mancomunidad de Naciones tuvo lugar en West Bromwich durante las décadas de 1950 y 1960, con la mayoría de estos llamados del subcontinente indio, aunque un número significante de inmigrantes afro-caribeños también se asentó en West Bromwich. La mayoría de estos inmigrantes se asentó en las partes más antiguas de la ciudad que estaban llenas de casas adosadas en hilera construidas en la época victoriana y el periodo eduardino terraced houses.

## Transporte
En cuanto a carreteras, la autopista M5 entre Midlands del Oeste y West Country pasa a través de la ciudad. West Bromwich posee su propia estación de autobuses en el centro urbano, con conexiones con Birmingham y con otras importantes ciudades en Midlands del Oeste.
La estación de ferrocarril de West Bromwich fue inaugurada por el Gran Ferrocarril del Oeste en su ruta entre Birmingham Snow Hill y Wolverhampton Low Level el 14 de noviembre de 1854. El trayecto de la línea es suministrado ahora por el sistema de raíl ligero Midland Metro. La estación de ferrocarril de vía principal más cercana es actualmente la estación ferroviaria de Sandwell y Dudley, sobre una milla desde el centro urbano de Oldbury.

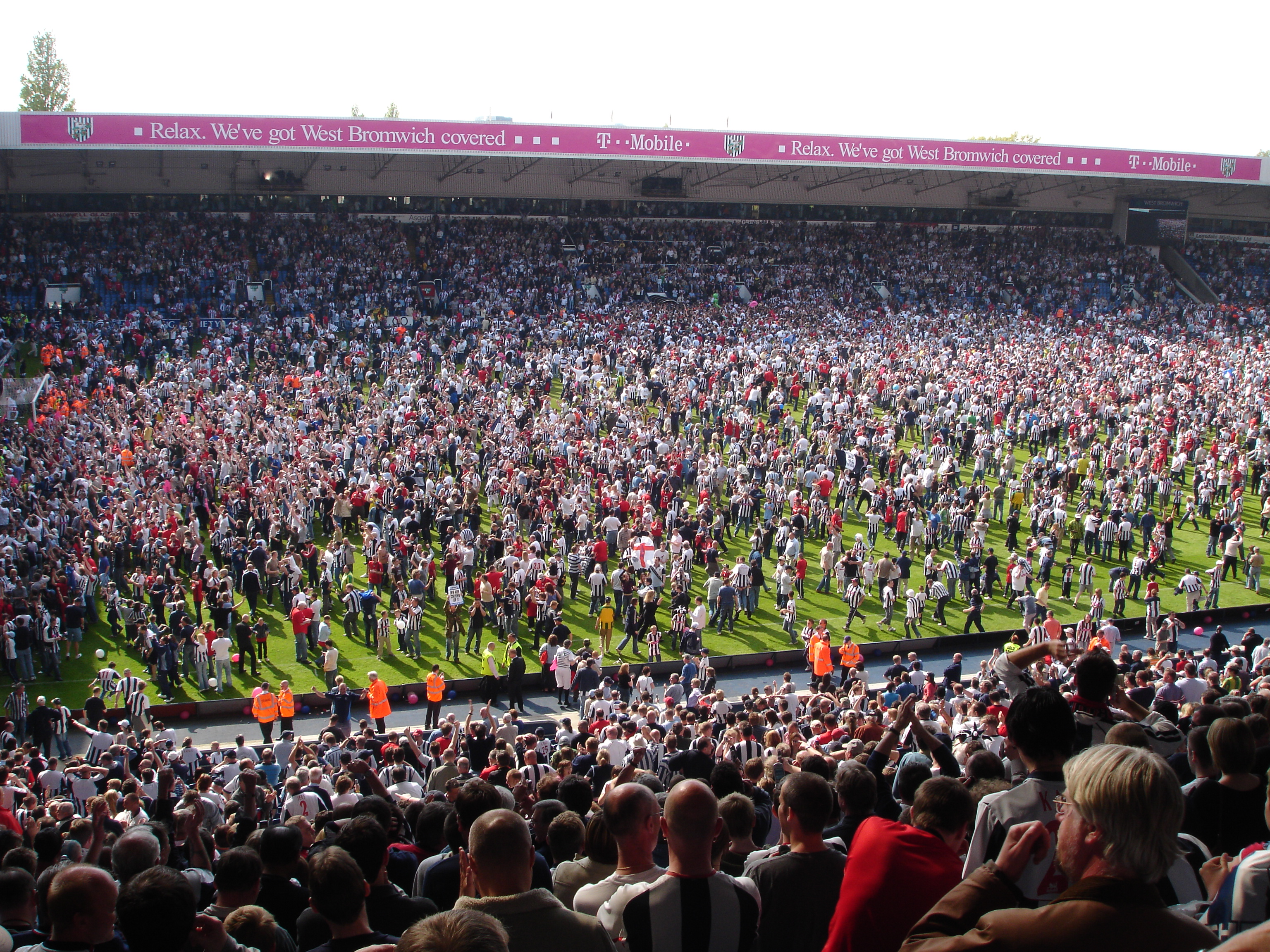
Fanes se abalanzan sobre el campo de The Hawthorns siguiendo la "fuga" del descenso del Albion de West Bromwich en 2005.

El aeropuerto más cercano se encuentra aproximadamente a unas 16 millas: el Aeropuerto Internacional de Birmingham.

## Educación
La ciudad posee tres escuelas de secundaria: el Instituto Menzies, el Instituto George Salter y el Instituto Dartmouth.
La ciudad posee una escuela de primaria: Escuela de Primaria de Ryders Green.
El Instituto de Menzies abarca el área alrededor de Hateley Heath, Tantany, Charlemont y Grove Vale. George Salter abarca la parte oeste de la ciudad, cerca de los límites con Tipton. Dartmouth abarca la parte noreste de la ciudad, alrededor de Great Barr.

## Localidades
- Carters Green
- Charlemont
- Charlemont Farm
- Grove Vale
- Gran Barr
- Greets Green
- Hill Top
- Hateley Heath
- Lyng
- Newton
- Stone Cross
- Valle Sandwell
- Tantany

## Residentes y nacidos famosos
- Robert Plant
- Ian Hill
- Phil Lynott

## Citas
- "Preferiría pasar unas vacaciones en la Toscana que en el País Negro, pero si me obligaran a elegir entre vivir en West Bromwich o en Florencia, elegiría rotundamente West Bromwich." J.B. Priestley, Viaje Inglés

I would rather spend a holiday in Tuscany than in the Black Country, but if I were compelled to chose between living in West Bromwich or Florence, I would make straight for West Bromwich. J.B. Priestley, English Journey